# Opius ambitus
Opius ambitus är en stekelart som beskrevs av Vladimir Ivanovich Tobias 1998. Opius ambitus ingår i släktet Opius och familjen bracksteklar. Inga underarter finns listade i Catalogue of Life.